# Рогушин
Рогушин (пол. Roguszyn) — деревня в Польше, расположенная в Мазовецком воеводстве, в Венгрувском повете, в гмине Корытница.
Расположена примерно в 4 км к югу от Корытницы, в 12 км к западу от Венгрува и в 61 км к востоку от Варшавы.
Местность временно была административным центром гмины Бор. В 1975—1998 годах деревня административно входила в состав Седлецкого воеводства.
Верующие Римско-католической церкви принадлежат к приходу св. Станислава Епископа мученика в Червонке Ливской (Czerwonce Liwskiej).
7 сентября 2018 года в Рогушине состоялась торжественная церемония открытия 28-километрового участка реконструированной дороги Паплин — Рогушин — Калушин, одной из крупнейших инвестиций Венгровского уездного самоуправления в начале XXI века. Общая стоимость проекта составила 20,3 млн злотых. Было реконструировано 28,12 км дорог, из них 13,5 км в гмине Корытница и 14,6 км в гмине Вержбно. По случаю 100-летия восстановления независимости Польши новая дорога была названа Трактом независимости.

## Население
По данным переписи населения и жилищного фонда 2011 года, население деревни Рогушин составляет 221 человек.

## Галерея
- Пекарня Piotr Osiński. Скорее всего, раньше на этом месте была почтовая станция